# 優しい嘘 (映画)
『優しい嘘』（やさしいうそ、原題：우아한 거짓말）は、2014年公開の韓国映画。2009年のキム・リョリョンの小説「優しい嘘」（우아한 거짓말）を映像化した作品
。監督のイ・ハンは小説「ワンドゥギ」に続いて同氏の作品を映画化することとなった。

## ストーリー
夫をなくしたヒョンスク（キム・ヒエ）はスーパーで働きながら、ぶっきらぼうな長女マンジ（コ・アソン）と心優しい次女チョンジ（キム・ヒャンギ）と暮らしていたが、チョンジはある日突然自殺してしまう。自殺の理由に心当たりがない二人はチョンジの同級生に話を聞いていくうちに、彼女と仲がよかったと言われている同級生ファヨン（キム・ユジョン）にたどり着く。

## キャスト
- ヒョンスク：キム・ヒエ
- マンジ：コ・アソン
- チョンジ：キム・ヒャンギ
- ファヨン：キム・ユジョン
- チュ・サンバク：ユ・アイン
- カク・マノ：ソン・ドンイル
- カク・ミラン：チョン・ウヒ
- カク・ミラ：ユ・ヨンミ

## 受賞歴
- 第50回百想芸術大賞：女性新人演技賞（キム・ヒャンギ）